# Аллен, Карен
Ка́рен Джейн А́ллен (англ. Karen Jane Allen; род. 5 октября 1951) — американская актриса.

## Ранние годы
Аллен родилась в городе Карролтон штата Иллинойс в семье учительницы Рут Патриши Хоуэлл и агента ФБР Кэрролла Томпсона Аллена. Она провела первые 10 лет своей жизни, путешествуя по стране вместе со своими родителями и двумя сёстрами. После окончания школы DuVal Senior High School в Мэриленде будущая актриса переехала в Нью-Йорк, где изучала искусство и дизайн в Fashion Institute of Technology. Впоследствии она также посещала Мэрилендский университет и проводила время, путешествуя по Южной и Центральной Америке. В 1974 году Аллен присоединилась к театральной группе, а через три года вновь вернулась в Нью-Йорк, чтобы начать занятия в Театральном институте Ли Страсберга.

## Карьера

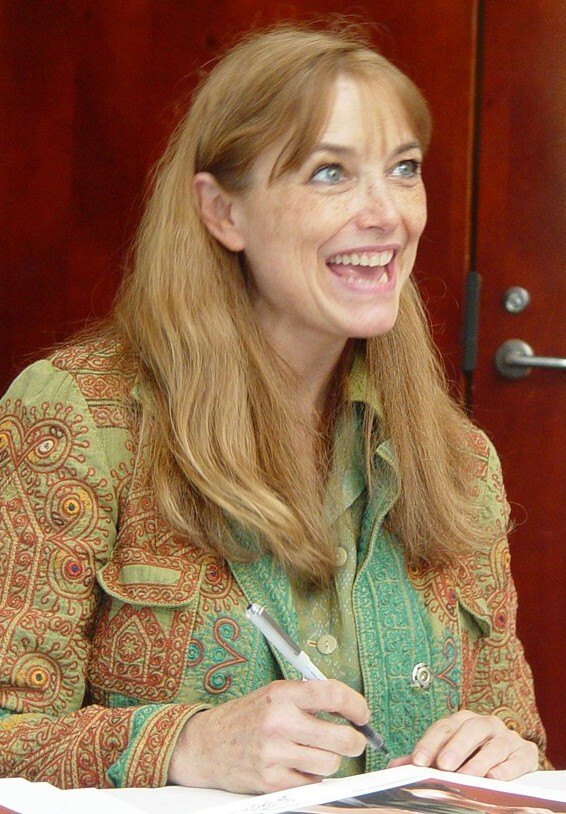
Аллен на выставке Comic Con в Далласе в 2006 году

В 1978 году состоялся её кинодебют в кинокомедии «Зверинец», а в 1981 году фильм Стивена Спилберга «Индиана Джонс: В поисках утраченного ковчега» принёс актрисе премию «Сатурн» в категории «Лучшая актриса».
В 1982 году состоялся дебют Аллен на Бродвее в пьесе Уильяма Гибсона «Понедельник после чуда». После нескольких ролей в небольших фильмах в 1984 году она снялась в одной из главных ролей в научно-фантастическом фильме «Человек со звезды» с Джеффом Бриджесом. За роль Дженни Хейден, вновь повстречавшейся со своим погибшим мужем, Аллен получила номинацию на «Сатурн».
После перерыва, в течение которого актриса играла в основном на сцене, в 1987 году она приняла участие в киноверсии пьесы Теннесси Уильямса «Стеклянный зверинец», режиссёром который был Пол Ньюман, а главные роли исполнили Джон Малкович и Джоан Вудворд. А через год сыграла подругу персонажа Билла Мюррея в комедии «Новая рождественская сказка».
В середине 1990-х вместе с Кристофером Уокеном и Бёрджессом Мередитом снялась в компьютерной видеоигре «Ripper» компании Take-2. На тот момент это был один из самых дорогих компьютерных квестов с большим количеством полноэкранного видео и заглавной композицией от группы «Blue Öyster Cult».
В 2000 году снялась в эпизоде сериала «Закон и порядок: Специальный корпус» (2-й сезон, 21 серия).
В 2008 году Аллен вновь вернулась на экран в роли девушки Индианы Джонса в фильме «Индиана Джонс и Королевство хрустального черепа».

## Личная жизнь
В 1989 году Аллен вышла замуж за американского актёра Кейла Брауни, вместе с которым играла в телефильме «Челленджер». В 1990 году у пары родился сын Николас, а в 1998 Аллен и Брауни развелись.
После рождения сына актриса была сосредоточена в основном на его воспитании и появлялась на экране лишь в небольших ролях.
Увлечение вязанием послужило причиной для основания в 2003 году текстильной компании Karen Allen Fiber Arts в штате Массачусетс.

## Фильмография
| Год  |    | Русское название                                | Оригинальное название                              | Роль                                     |
| ---- | -- | ----------------------------------------------- | -------------------------------------------------- | ---------------------------------------- |
| 1978 | ф  | Зверинец                                        | National Lampoon's Animal House                    | Кэти                                     |
| 1979 | ф  | Странники                                       | The Wanderers                                      | Нина                                     |
| 1980 | ф  | Разыскивающий                                   | Cruising                                           | Нэнси                                    |
| 1980 | ф  | Маленький круг друзей                           | A Small Circle of Friends                          | Джессика Блум                            |
| 1981 | тф | К востоку от рая                                | East of Eden                                       | Абра                                     |
| 1981 | ф  | Индиана Джонс: В поисках утраченного ковчега    | Raiders of the Lost Ark                            | Мэрион Рэйвенвуд                         |
| 1982 | ф  | Как аукнется, так и откликнется                 | Shoot the Moon                                     | Сэнди                                    |
| 1982 | ф  | Раздвоение личности                             | Split Image                                        | Ребекка/Эми                              |
| 1984 | ф  | Человек со звезды                               | Starman                                            | Дженни Хейден                            |
| 1987 | ф  | Стеклянный зверинец                             | The Glass Menagerie                                | Лора Уингфилд                            |
| 1988 | ф  | Ответный огонь                                  | Backfire                                           | Мара Макэндрю                            |
| 1988 | ф  | Новая рождественская сказка                     | Scrooged                                           | Клер Филлипс                             |
| 1991 | ф  | Влюблённый гастролёр                            | Sweet Talker                                       | Джули Магуайр                            |
| 1993 | ф  | Призрак в машине                                | Ghost in the Machine                               | Терри Монро                              |
| 1993 | ф  | Царь горы                                       | King of the Hill                                   | мисс Мэти                                |
| 1996 | ф  | Потрошитель                                     | Ripper                                             | доктор Клэр Бёртон / doctor Clare Burton |
| 1997 | ф  | Ускользающий идеал                              | Til There Was You                                  | Бетти                                    |
| 1998 | ф  | Падающие небеса                                 | Falling Sky                                        | Рисси Николсон                           |
| 2000 | ф  | Идеальный шторм                                 | The Perfect Storm                                  | Меллиса Браун                            |
| 2001 | тф | Мой самый невероятный год                       | My Horrible Year!                                  | Белинда Фолкнер                          |
| 2001 | ф  | В спальне                                       | In the Bedroom                                     | Марла Киз                                |
| 2003 | ф  | Убить Эдгара                                    | Briar Patch                                        | Ли                                       |
| 2004 | ф  | Когда меня полюбят                              | When Will I Be Loved                               | Александра Барри                         |
| 2008 | ф  | Индиана Джонс и Королевство хрустального черепа | Indiana Jones and the Kingdom of the Crystal Skull | Мэрион Рэйвенвуд                         |
| 2010 | ф  | Белые ирландские пьяницы                        | White Irish Drinkers                               | Маргарет Лири                            |
| 2015 | ф  | Тяжёлое ранение                                 | Bad Hurt                                           | Элейн Кендалл                            |
| 2016 | ф  | Год у моря                                      | Year by the Sea                                    | Джоан Андерсон                           |
| 2019 | ф  | Коулуэлл                                        | Colewell                                           | Нора                                     |
| 2020 | с  | 50 штатов страха                                | 50 States of Fright                                | шериф                                    |
| 2021 | ф  | Увиденное и услышанное                          | Things Heard & Seen                                | Мейр Лоутон                              |
| 2023 | ф  | Индиана Джонс и Колесо судьбы                   | Indiana Jones and the Dial of Destiny              | Марион Рэйвенвуд                         |
| 2024 | ф  | Непотопляемый                                   | Unsinkable                                         | Нэнси Смит                               |